# مجرة السدس القزمة
مجرة السدس القزمة مجرة قزمة كروية شبه إهليجية اكتشفت في عام 1990 بواسطة مايك اروين وكانت تعتبر المجرة الثامنة القمرية المكتشفة في مدار حول مجرتنا درب التبانة، وتقع في اتجاه كوكبة السدس وعضو في المجموعة المحلية، إن مجرة السدس القزمة مجرة إهليجية رغم أنها غير واضحة المعالم كمعظم المجرات القزمة حيث تتأثر بقوى المد والجزر المجرية، وتظهر انزياح نحو الأحمر حيث أنها تبتعد عن الشمس بسرعة 224 كم/ث و (72 كم/ثانية عن المجرة) وتبلغ المسافة التي تفصلنا عن مجرة السدس القزمة 320,000 - سنة ضوئية بقطر يقدر 8,400 -سنة ضوئية على امتداد المحور الرئيسي.

## اقرأ أيضًا
- السدس A مجرة.
- قائمة مجرات المجموعة المحلية
- إن جي سي 2419